# 카시족

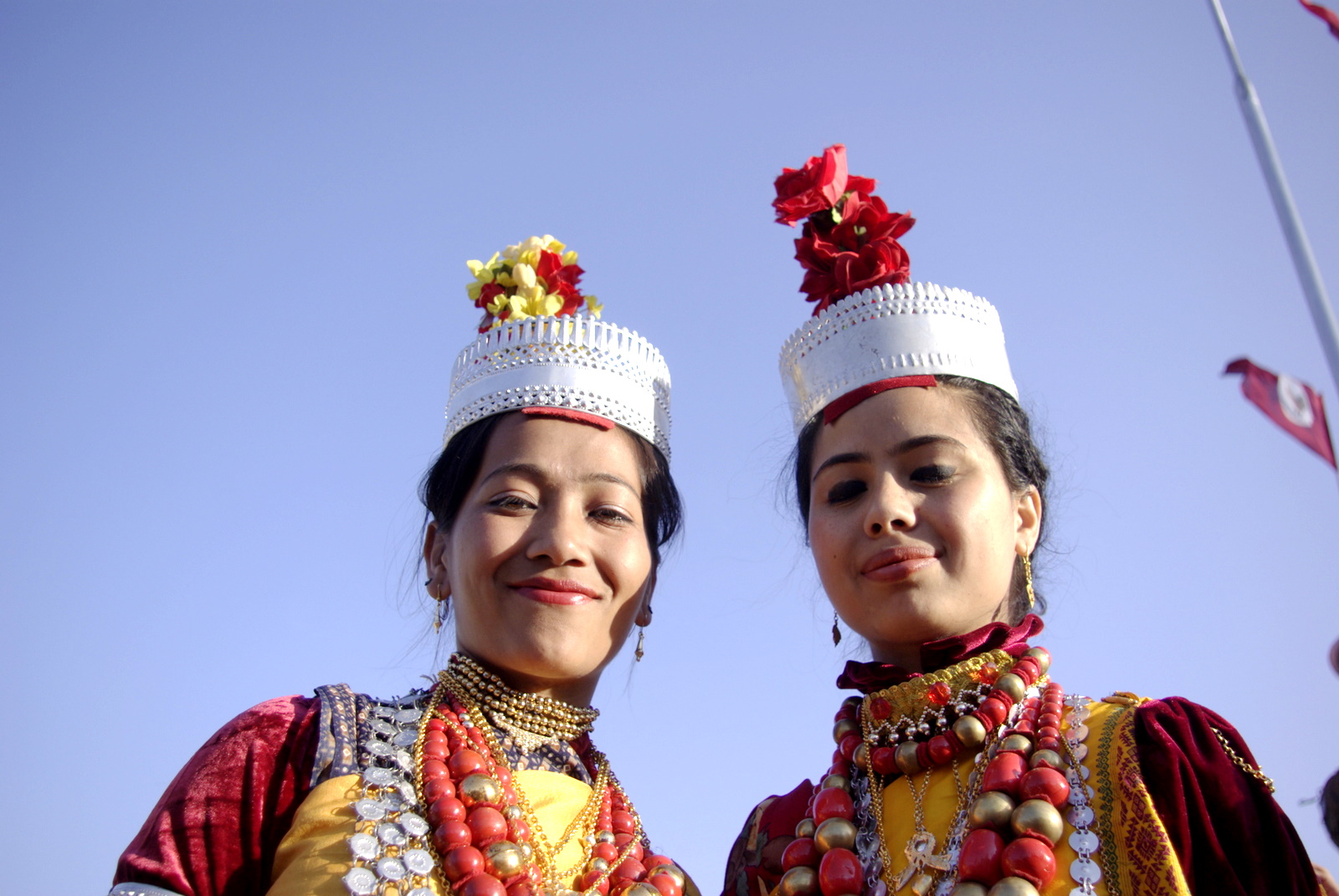

카시족(Khasi)은 인도 북동부 메갈라야 주 등에 거주하는 민족이다. 특히 메갈라야 주 동부의 카시 구릉지대에서 인구의 대다수를 차지하며, 주 전체에서는 인구의 48%를 점하는데 여전히 최대 민족이다. 또한 인접한 아삼 주와 방글라데시 영토에도 수만 명 가량의 카시족 인구가 살고 있다. 인도 헌법 상 지정 부족으로 등록되어 있다.
인도에서 몇 되지 않는 오스트로아시아 계통의 민족으로, 이들이 사용하는 언어인 카시어는 동남아시아의 크메르어 등과 친연 관계이다. 전통적으로 모계 사회로 알려져 있다. 토착 신앙은 Ka Niem Khasi라고 불리는데 오늘날에는 약 80%의 인구가 선교사들의 영향으로 기독교를 믿고 있다. 카시족은 역사적으로 크게 7개의 하위부족으로 세분된다.